# Tadaaki Matsubara
Tadaaki Matsubara (jap. 松原 忠明, Matsubara Tadaaki; * 2. Juli 1977 in der Präfektur Shizuoka) ist ein ehemaliger japanischer Fußballspieler.

## Karriere
Matsubara erlernte das Fußballspielen in der Schulmannschaft der Shimizu Commercial High School. Seinen ersten Vertrag unterschrieb er 1996 bei den Shimizu S-Pulse. Der Verein spielte in der höchsten Liga des Landes, der J1 League. Für den Verein absolvierte er drei Erstligaspiele. 1999 wechselte er zu Drittligisten Jatco FC. 2001 wechselte er zum Erstligisten Tokyo Verdy. Für den Verein absolvierte er zwei Erstligaspiele. Danach spielte er bei den Okinawa Kariyushi FC (2002) und FC Ryukyu (2003–2007). Ende 2007 beendete er seine Karriere als Fußballspieler.

## Erfolge
Shimizu S-Pulse
- J.League Cup

Sieger: 1996
- Kaiserpokal

Finalist: 1998